# Alegrinho-de-garganta-branca
Tiraninho-de-garganta-branca ou alegrinho-de-garganta-branca (Mecocerculus leucophrys) é uma espécie de ave da família Tyrannidae.
Pode ser encontrada nos seguintes países: Argentina, Bolívia, Brasil, Colômbia, Equador, Peru e Venezuela.
Os seus habitats naturais são: regiões subtropicais ou tropicais húmidas de alta altitude.